# László Fekete
László Fekete (Budapest, 14 de abril de 1954 - ibídem, 4 de marzo de 2014) fue un futbolista húngaro que jugaba en la demarcación de delantero.

## Biografía
Debutó como futbolista en 1973 a los 19 años de edad con el Újpest FC tras ser fichado de las categorías inferiores del Budapesti VSC. Jugó un total de 233 partidos en las nueve temporadas que permaneció en el club, marcando además un total de 136 goles. Además ganó la Nemzeti Bajnokság I en cinco ocasiones, y en dos la Copa de Hungría. Además en 1979 fue galardonado con la bota de plata tras ser el máximo goleador de la Nemzeti Bajnokság I con 31 goles, quedando segundo de Europa tras Kees Kist. Tras jugar una temporada en el Rákospalotai EAC, y volver al Újpest FC, Fekete se fue traspasado al SK Sturm Graz austríaco. También jugó para el Komlói Bányász donde marcó nueve goles en 38 partidos, SK Pama y para el SK Pachfurt, club en el que se retiró como futbolista en 1990.
Falleció el 4 de marzo de 2014 en Budapest a los 59 años de edad.

## Selección nacional
Hizo su debut como futbolista internacional el 31 de marzo de 1974 contra Bulgaria en un partido amistoso. Su primer gol con el combinado húngaro no se produjo hasta el 22 de mayo de 1976, donde marcó contra Francia en otro partido amistoso. Con la selección también jugó la clasificación para la Eurocopa de 1976 y la de 1980, además de jugar la clasificación para los Juegos Olímpicos de Moscú 1980.

## Clubes
| Club             | País    | Año         | Partidos | Goles |
| ---------------- | ------- | ----------- | -------- | ----- |
| Újpest FC        | Hungría | 1973 - 1982 | 233      | 126   |
| Rákospalotai EAC | Hungría | 1982 - 1983 | ¿?       | ¿?    |
| Újpest FC        | Hungría | 1983 - 1984 | 31       | 10    |
| SK Sturm Graz    | Austria | 1984 - 1985 | 11       | 2     |
| Komlói Bányász   | Hungría | 1985        | 38       | 9     |
| SK Pama          | Austria | 1988 - 1989 | ¿?       | ¿?    |
| SK Pachfurt      | Austria | 1989 - 1990 | ¿?       | ¿?    |

## Palmarés

### Campeonatos nacionales
| Título              | Club      | País    | Año  |
| ------------------- | --------- | ------- | ---- |
| Nemzeti Bajnokság I | Újpest FC | Hungría | 1973 |
| Nemzeti Bajnokság I | Újpest FC | Hungría | 1974 |
| Nemzeti Bajnokság I | Újpest FC | Hungría | 1975 |
| Nemzeti Bajnokság I | Újpest FC | Hungría | 1978 |
| Nemzeti Bajnokság I | Újpest FC | Hungría | 1979 |
| Copa de Hungría     | Újpest FC | Hungría | 1975 |
| Copa de Hungría     | Újpest FC | Hungría | 1982 |

### Distinciones individuales
| Título                                    | Club      | País    | Año  |
| ----------------------------------------- | --------- | ------- | ---- |
| Máximo goleador de la Nemzeti Bajnokság I | Újpest FC | Hungría | 1979 |